# Slunéčko východní
Slunéčko východní (Harmonia axyridis, někdy slunéčko asijské) je druh slunéčka z rodu Harmonia původem z východní Asie. Byl však zavlečen do Severní Ameriky i Evropy. V Česku se nyní (2022) jedná o běžný druh.

## Popis
Dospělí jedinci měří 7 až 8 milimetrů. Základní zbarvení krovek je červené se symetricky rozloženými černými skvrnami. Jejich počet je proměnlivý a může dosáhnout až devatenácti. Jiné formy (tzv. melanické) mají krovky černé s červenými skvrnami. Pohlavní dimorfismus je poměrně nevýrazný – samičky se vyznačují černým horním pyskem, zatímco samečci jej mají bílý.
Tento druh má vysokou rozmnožovací schopnost – samičky za svůj život nakladou až dva tisíce vajíček. Larvy i polymorfní kukly jsou zbarveny převážně černě s oranžovým podkladem. Živí se zejména mšicemi. Na podzim však mohou okusovat zralé (ale již poškozené) ovoce a způsobovat tak zemědělské škody. V zimě se v původním asijském prostředí shromažďují na vrcholcích skal a ukrývají se zde do štěrbin. Toto chování však v českých podmínkách vede k naletování do domácností.
Oproti běžnému slunéčku sedmitečnému původnímu v Česku má slunéčko východní bílé okraje předohrudi a lištu na zadní části krovek.

## Rozšíření

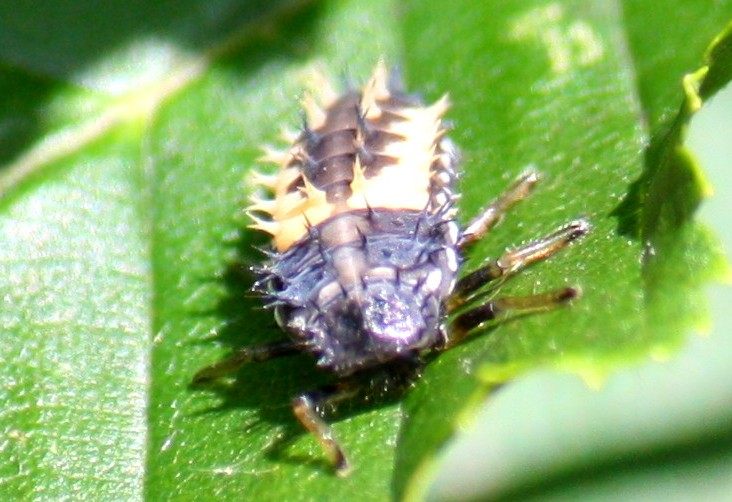
Larva

V průběhu 20. století bylo slunéčko uměle vysazováno v Severní Americe jako přirozený nepřítel zemědělských škůdců. Uchycená americká populace následně sloužila jako zdrojové centrum pro invazi na ostatní kontinenty. Z některých přirozených biotopů v invadovaných oblastech začalo slunéčko východní vytlačovat jiné původní druhy slunéček živící se mšicemi. V oblastech pěstování vinné révy jsou slunéčka sklízena s hrozny, jimiž se živí; úrodu tak znehodnocují hořkými a páchnoucími látkami, které obsahují.
V Evropě bylo vysazeno bez trvalého usazení populace od roku 1964 (Ukrajina), 1982 (Francie), 1997 (Belgie, Německo) a 2003 (severozápad ČR). Evropská invazní populace vznikla zkřížením jedinců ze Severní Ameriky a bezkřídlých linií pěstovaných v Beneluxu na ochranu rostlin ve sklenících. Z polí a skleníků se postupně začalo slunéčko rozšiřovat do volné přírody. Roku 2004 se přes Lamanšský průliv dostalo poprvé do Velké Británie. V Česku bylo invazní pozorováno poprvé v roce 2006. V roce 2017 se vyskytovalo již téměř na celém území Česka, mnohdy masově. Na podzim nalétávají tato slunéčka ve velkých počtech na budovy ve snaze zde přezimovat.